# Eiríkshnúkur
Eiríkshnúkur är en bergstopp i republiken Island. Den ligger i regionen Norðurland eystra, 220 km nordost om huvudstaden Reykjavík. Toppen på Eiríkshnúkur är 1 305 meter över havet.
Trakten runt Eiríkshnúkur är nära nog obefolkad, med mindre än två invånare per kvadratkilometer. Det finns inga samhällen i närheten. Trakten runt Eiríkshnúkur är permanent täckt av is och snö.